# Джек Картрайт
Джек Картрайт (англ. Jack Cartwright, 22 вересня 1998) — австралійський плавець.
Призер Пантихоокеанського чемпіонату з плавання 2018 року.
Переможець Ігор Співдружності 2018 року.
Чемпіон світу з плавання серед юніорів 2015 року.